# Hugh Shearer

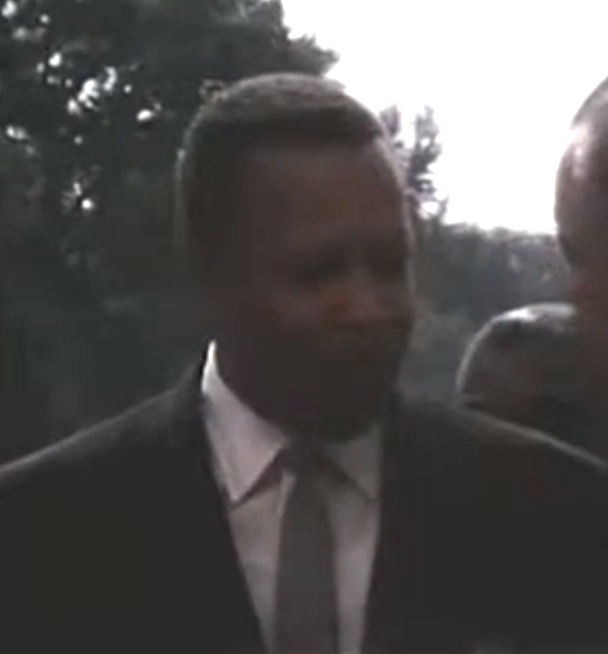
Hugh Shearer (1967)

Hugh Lawson Shearer, ON, OJ (* 18. Mai 1923 in Trelawny Parish, Jamaika; † 5. Juli 2004 in Kingston, Jamaika) war ein jamaikanischer Politiker (Jamaica Labour Party) und Premierminister von Jamaika.

## Schule und berufliche Laufbahn
Shearer war nach dem Erhalt eines Stipendiums seiner Geburtsgemeinde Absolvent des St. Simon's College. Anschließend wurde er 1941 Angestellter der Wochenzeitung der Gewerkschaft, The Jamaican Worker. Nachdem 1943 Alexander Bustamante Herausgeber der Zeitung wurde, wurde dieser zugleich sein politischer Ziehvater. Durch diese Förderung erhielt er 1947 ein Stipendium des Gewerkschaftsbundes. Im Laufe der Zeit wurde er zunächst zum Leitenden Angestellten und schließlich zum Vizepräsidenten der Bustamente Industrial Trade Union (BITU) gewählt.

## Politische Laufbahn

### Abgeordneter und Senator
Shearer begann seine politische Laufbahn 1955 mit der Wahl zum Abgeordneten des Repräsentantenhauses von Jamaika. Dort vertrat er bis zu seiner Wahlniederlage 1959 die Interessen der Jamaica Labour Party (JLP) des Wahlkreises von Western Kingston.
Von 1962 bis 1967 war er Mitglied der Ersten Kammer des Parlaments, dem Senat. Zugleich wurde er vom jetzigen Premierminister Bustamente zum Stellvertretenden Leiter der Mission von Jamaika bei den Vereinten Nationen (UN) ernannt. In dieser Funktion war er auch außenpolitischer Chefsprecher.
1967 wurde er für den Wahlkreis Clarendon Parish wieder zum Abgeordneten des Repräsentantenhauses gewählt.

### Premierminister von 1967 bis 1972
Nach dem Bustamentes Nachfolger als Premierminister, Donald Sangster, am 11. April 1967 bereits nach nur sechswöchiger Amtszeit verstarb, wurde er dessen Nachfolger als Premierminister von Jamaika. Zugleich wurde er Sangsters Nachfolger als Vorsitzender der JLP.
Aufgrund seiner Herkunft gelang es ihm gute Beziehungen zur Arbeiterklasse zu pflegen, was zu seiner Popularität beitrug. Allerdings kam es im Oktober 1968 zu öffentlichen Protesten als seine Regierung dem aus Guyana stammenden marxistischen Geschichtsstudenten Walter Rodney die Wiedereinreise nach Jamaika untersagte. Am 16. Oktober 1968 kam es daher zu einer Reihe von Gewaltausbrüchen, den so genannten „Rodney Riots“, als Polizeikräfte bis dahin friedliche Studentenproteste an der University of the West Indies gewaltsam auflöste. Shearer begründete das Einreiseverbot damit, dass Rodney wegen seiner Reisen in sozialistische Staaten wie Kuba und die UdSSR sowie seiner Beziehungen zu radikal-nationalistischen Schwarzenorganisationen eine Gefahr für das erst wenige Jahre zuvor unabhängig gewordenen Jamaika darstelle.
Aus wirtschaftlicher Sicht wurden während seiner Regierungszeit insbesondere wegen des Baus von drei Aluminiumwerken sowie der Gründung von drei weitläufigen Tourismusanlagen die Grundsteine für die beiden wichtigsten Einnahmequellen des Landes begründet. Zugleich förderte er die Schulbildung durch intensive Erziehungskampagnen und den Bau von fünfzig neuen Schulen. Darüber hinaus setzte er sich dafür ein, dass eine nach dem Seerechtsübereinkommen zuständige Behörde in Kingston geschaffen wurde.
Bei der Parlamentswahl von 1972 erlitten Shearer und JLP eine Wahlniederlage gegen die People’s National Party (PNP) von Michael Manley, der ihm am 2. März 1972 als Premierminister folgte. Während seiner Amtszeit als Premierminister war er von 1967 bis 1972 zugleich Außenminister.

### Spätere Ämter
1974 übergab er den Vorsitz der JLP an den Finanzminister in seinem Kabinett, Edward Seaga. Nachdem dieser 1980 als Nachfolger Manleys Premierminister wurde, ernannte er Shearer zum Stellvertretenden Premierminister und Außenminister. Dieses Amt übte er bis zum Ende von Seagas Amtszeit als Premierminister am 10. Februar 1989 aus.

### Ehrungen
Im Jahr 2002 wurde ihm mit der Verleihung des Order of the Nation die zweithöchste Ehrung des jamaikanischen Staates zuteil.